# Freddie Mills
Freddie Mills (* 26. Juni 1919 in Parkstone, England; † 25. Juli 1965 in London) war ein britischer Boxer. Er war Welt- und Europameister der Berufsboxer.

## Werdegang
Freddie Mills begann nach kurzer Amateurzeit schon mit 18 Jahren seine Profikarriere. Sein erster Manager war Jack Turner. Später wechselte er zu Ted Broadribb. Freddie Mills war während seiner ganzen Karriere kein technisch herausragender Boxer. Er kompensierte seine boxerischen Mängel aber durch ein enormes Kämpferherz, eiserne Härte gegen sich selbst und eine große Widerstandsfähigkeit. Diese Mittel reichten aus, um aus ihm einen hervorragenden Boxer zu machen, der es sogar bis zum Weltmeister brachte.
Seine Laufbahn begann am 1. Dezember 1937 in seiner Heimatstadt Bournemouth, Dorset, mit einem KO-Sieg in der 6. Runde über Fred Clemente. Bis 1942 bestritt Freddie Mills in England eine ganze Reihe von Aufbaukämpfen im Halbschwergewicht. Die meisten davon gewann er, meist kurzrundig durch KO. Er musste in jenen Jahren aber auch einige Niederlagen einstecken, durch die er sich aber nicht zurückwerfen ließ. 1941 gelangen ihm dann einige Siege über englische Ranglistenboxer wie Jack Powell, Jack London und Tom Reddington.
Am 23. Februar 1942 gewann Freddie Mills in der Royal Albert Hall in London den Ausscheidungskampf um das Anrecht den britischen Halbschwergewichtsmeister fordern zu dürfen über Jock McAvoy, der in der 1. Runde dieses Kampfes wegen Verletzung aufgeben musste. Am 20. Juni 1942 fand dann im White-Hart-Lane-Stadion von Tottenham Hotspur in London der Kampf um die britische Meisterschaft im Halbschwergewicht, den British Empire Light Heavyweight Title und um die Weltmeisterschaft (nach der Version des British Boxing Board of Control) im Halbschwergewicht statt. Freddie Mills gewann diesen Kampf gegen seinen britischen Landsmann Len Harvey durch KO in der 2. Runde.
Kriegsbedingt kämpfte Freddie Mills dann bis 1945 nur noch insgesamt sechsmal, wobei er am 15. September 1944 in Manchester, Lancashire, seine Titel an den Herausforderer Jack London durch eine Punktniederlage verlor.
Am 14. Mai 1946 bekam Freddie Mills die Chance gegen den amtierenden Weltmeister Gus Lesnevich aus den Vereinigten Staaten in London um die Weltmeisterschaft im Halbschwergewicht zu boxen. In diesem Kampf wurde Freddie Mills von Gus Lesnevich in der 2. und in der 10. Runde jeweils zweimal zu Boden geschickt. Zwischen diesen Niederschlägen aber zeigte er eine hervorragende Kampfmoral und hielt den Kampf offen. Nach den Niederschlägen in der 10. Runde war er allerdings nicht mehr in der Lage weiterzuboxen und wurde vom Ringrichter aus dem Kampf genommen. Der bekannte amerikanische Boxsport-Journalist Johnny Sharpe schrieb zu diesem Kampf in der Zeitschrift The Ring, Ausgabe für den Monat August 1946, Seite 21, dass dieser Kampf einer der größten Fights in der Geschichte des britischen Boxens gewesen sei.
Am 9. September 1947 gewann Freddie Mills in London die Europameisterschaft gegen den Belgier Pol Goffaux durch einen KO-Sieg in der 4. Runde. Nach einigen Aufbaukämpfen, darunter war auch ein Punktsieg über den französischen Meister Stefan Olek, kam es dann am 26. Juli 1948 im White City Stadion zu London zum Revanchekampf Freddie Mills gegen Gus Lesnevich um den Weltmeistertitel im Halbschwergewicht. In diesem Kampf zeigte Freddie Mills einmal mehr seine Härte und seinen Durchsetzungswillen. Schon in der 1. Runde erlitt Gus Lesnevich einen Cut über dem linken Auge, der den ganzen Kampf zu einer blutigen Angelegenheit werden ließ. Gus Lesnevich musste auch zweimal bis „9“ angezählt werden, er kam aber über die Runden. Überlegener Punktsieger nach 15 Runden und somit neuer Weltmeister war aber Freddie Mills.
Freddie Mills kämpfte nach diesem Sieg nur noch dreimal. Am 6. November 1948 besiegte er in Johannesburg, Südafrika, Johnny Ralph durch KO in der 8. Runde. Am 2. Juni 1949 fand in London der Kampf gegen den aufstrebenden Bruce Woodcock statt. Es ging bei diesem Kampf gleich um vier Titel: um die britische Meisterschaft im Schwergewicht, die Europameisterschaft im Halbschwergewicht und im Schwergewicht und um den British Empire Heavyweight Title. Es ging aber nicht um den Weltmeistertitel von Freddie Mills. In einer wahren Ringschlacht verlor Freddie Mills diesen Kampf durch KO in der 14. Runde.
Am 24. Januar 1950 verteidigte Freddie Mills gegen den US-Amerikaner Joey Maxim in London den Weltmeistertitel im Halbschwergewicht. Der jüngere Joey Maxim diktierte diesen Kampf und gewann in der 10. Runde durch KO. Dies war der letzte Kampf von Freddie Mills, denn danach trat er zurück.
Meisterschaftskämpfe von Freddie Mills
- 20. Juni 1942, KO-Sieg in der 2. Runde über Len Harvey im Kampf um die britische Meisterschaft im Halbschwergewicht, den British Empire Light Heavyweight Title und um die Weltmeisterschaft im Halbschwergewicht nach der Version des British Boxing Board of Control,
- 15. September 1944, Punktniederlage gegen Jack London im Kampf um die britische Meisterschaft im Schwergewicht und um den British Empire Heavyweight Title,
- 14. Mai 1946, KO-Niederlage gegen Gus Lesnevich, USA, im Kampf um die Weltmeisterschaft im Halbschwergewicht,
- 8. September 1947, KO-Sieg in der 4. Runde gegen Pol Goffaux, Belgien, im Kampf um die Europameisterschaft im Halbschwergewicht,
- 17. Februar 1948, KO-Sieg in der 2. Runde gegen Paco Bueno, Spanien, im Kampf um die Europameisterschaft im Halbschwergewicht,
- 26. Juli 1948, Punktsieg über Gus Lesnevich im Kampf um die Weltmeisterschaft im Halbschwergewicht,
- 2. Juni 1949, KO-Niederlage in der 14. Runde gegen Bruce Woodcock im Kampf um die britische Meisterschaft im Schwergewicht, die Europameisterschaft im Halbschwer- und Schwergewicht und um den British Empire Heavyweight Title,
- 24. Januar 1950, KO-Niederlage gegen Joey Maxim, USA, im Kampf um die Weltmeisterschaft im Halbschwergewicht

## Leben nach der Box-Karriere
Nach Beendigung seiner Boxerlaufbahn war Freddie Mills einige Zeit als Berater und Helfer seines ehemaligen Managers Ted Broadribb tätig. Er machte sich dann aber als Gastwirt und Nachtclubbesitzer in London selbständig. In dieser Zeit soll er auch mit den Londoner Gangsterbrüdern Reg und Ronnie Kray befreundet gewesen sein. 1948 heiratete er Chrissie, die geschiedene Frau eines ehemaligen Boxfreundes. 1960 spielte er eine Rolle in der Komödie Ist ja irre – Diese strammen Polizisten.

## Tod
Am 25. Juli 1965 wurde Freddie Mills in Soho erschossen aufgefunden. Die Polizei ging von einem Selbstmord aus. Es bildeten sich aber in kürzester Zeit viele Gerüchte um den Tod von Freddie Mills, die darin gipfelten, dass er für den Serienmörder Jack the Stripper, der zwischen 1958 und 1965 in London acht Prostituierte ermordet und in die Themse geworfen hatte, gehalten wurde. Nichts von alledem wurde bewiesen. Freddie Mills wurde auf einem Friedhof in Camberwell bestattet.